# Paschalis Baylón

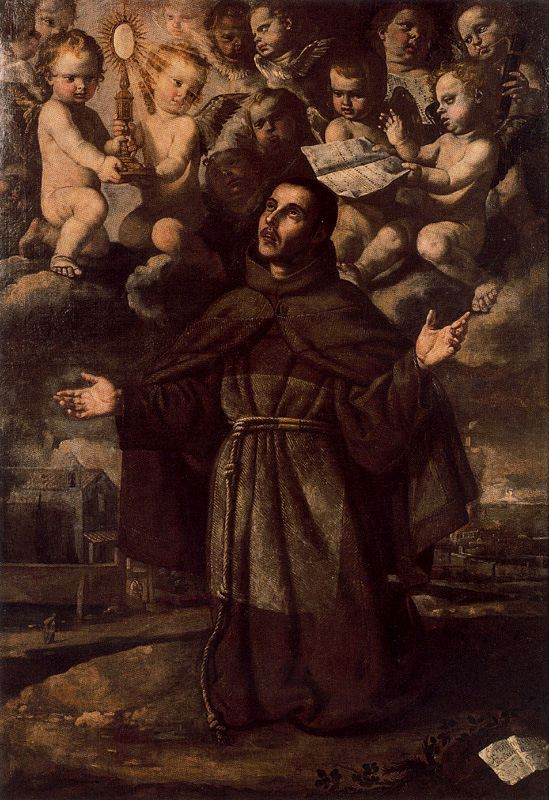
Święty Paschalis Baylon na XVII-wiecznym obrazie Jerónimo Jacinto Espinosy

Paschalis Baylón, także Pascal Bailon lub Serafin Eucharystii, właśc. hiszp. Pascual Baylón Yubero (ur. 16 maja 1540 w Torrehermosa w Aragonii, zm. 17 maja 1592 w Vilareal) – hiszpański pasterz owiec, franciszkanin alkantarzysta zwany doktorem eucharystii, furtian i święty Kościoła katolickiego.

## Życiorys
Pochodził z ubogiej, rolniczej rodziny Marcina Baylóna i Elżbiety Yubero. Po pierwszej nieudanej próbie przyjęcia do Zakonu Braci Mniejszych, został w końcu bratem zakonnym w wieku 24 lat. Był kucharzem, furtianem i kwestarzem. Wzorował się na życiu św. Franciszka z Asyżu i św. Piotra z Alkantary. Nie skorzystał z propozycji podjęcia studiów teologicznych i przyjęcia święceń, pragnąc pozostać bratem zakonnym. Pomimo braku wykształcenia teologicznego Paschalis pozostawił po sobie około dwudziestu małych traktatów dogmatycznych i ascetycznych. Pełnił także przez krótki czas obowiązki gwardiana.
Zasadniczą cechą jego duchowości była pobożność eucharystyczna. Cały wolny czas przeznaczał na adorację Najświętszego Sakramentu. Był również obdarzony charyzmatami kontemplacji, proroctwa i poznania. Kierował się zasadą: "Dla Boga i Zbawiciela potrzeba mieć serce dziecka, dla bliźniego serce matki, dla siebie serce sędziego".
Zmarł w klasztorze w Vilareal 17 maja 1592 r. Legenda głosi, że w czasie mszy św. pogrzebowej dwa razy otworzył oczy: w czasie podniesienia hostii i kielicha. Była to nagroda za jego głęboką cześć do Eucharystii.

## Kult
Papież Paweł V zaliczył go do grona błogosławionych w 1618, świętym ogłosił go papież Aleksander VIII w 1690.
W 1897 Paschalis został ogłoszony przez Leona XIII patronem kongresów i stowarzyszeń eucharystycznych. Jest również patronem Kalisza.
Jego wspomnienie liturgiczne obchodzone jest w dzienną pamiątkę śmierci (17 maja).
Ikonografia

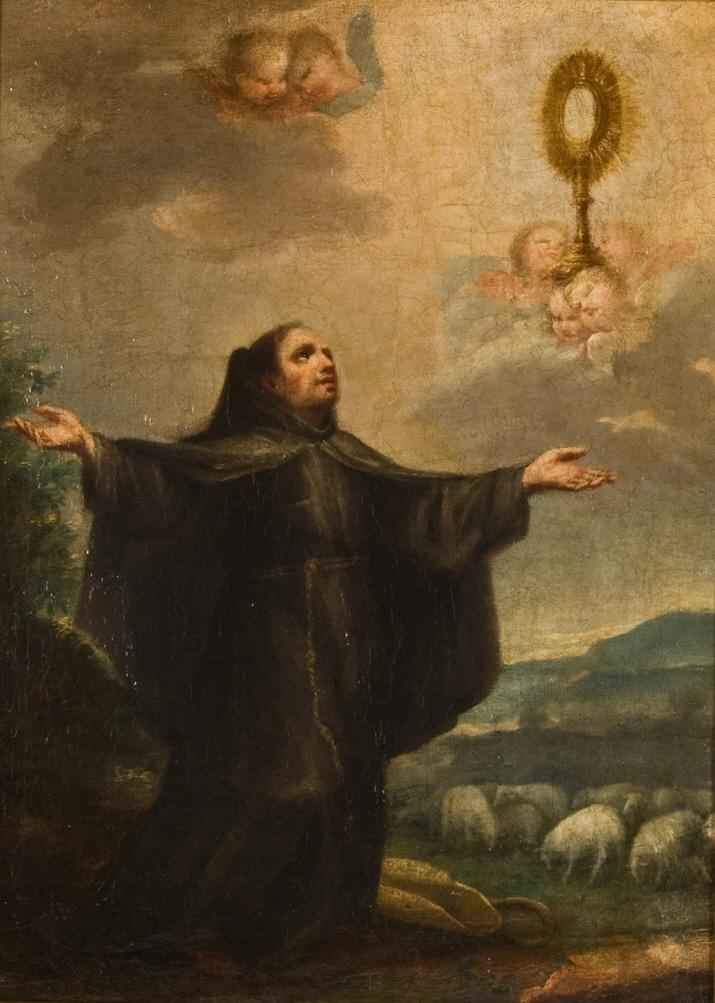
Tradycyjne ikonograficzne przedstawienie świętego

W ikonografii św. Paschalis przedstawiany jest w habicie lub jako pasterz, czasami z kijem pasterskim. Bywa ukazywany jako adorujący Chrystusa w monstrancji.
Jego atrybutem jest krzyż.